# Jared Lorenzen
Jared Lorenzen (Covington, 14 de fevereiro de 1981 – Lexington, 3 de julho de 2019) foi um jogador profissional de futebol americano estadunidense que foi campeão da temporada de 2007 da National Football League jogando pelo New York Giants.
Lorenzen morreu em 3 de julho de 2019, aos 38 anos de idade, devido a uma infecção aguda, causada pelo coração e por problemas nos rins.